# Trachypithecus phayrei
O langur-de-phayre (Trachypithecus pahyrei), também conhecido como macaco-folha-de-phayre é uma das 17 espécies de Trachypithecus. É encontrado principalmente em Mianmar e na Tailândia.